# Dwergpapyrus
De dwergpapyrus (Cyperus haspan) is een cypergras dat op een verkleinde versie van de echte papyrus lijkt.
De plant heeft sterke halmen tot ongeveer een meter hoog, eindigend in een parasol van pluimen die eerst geelgroen zijn maar later een rijke bronskleur krijgen. De plant kan zowel eenjarig als blijvend zijn. De blijvende vorm heeft rood-paarse horizontale wortelstokken, waardoor hij zich ook kan voortplanten. De voortplanting kan ook door zaad geschieden; de zaden zijn omgekeerd eivormig, driezijdig en ongeveer 0,5 mm lang, romig geel en bobbelig.
De plant heeft een groot verspreidingsgebied in de hele tropen en subtropen van de wereld, zowel in de Amerika's als in Afrika, Azië en Australië.

## Nederland en België
De plant wordt in Nederland en België als kamerplant gehouden en gekweekt.

## Suriname
In Suriname komt de soort in het wild voor in het Coroniezwamp, samen met soorten als Rynchospora corymbosa, Panicum grande Ludwigia nervosa en Erechtites hieracifolia.
... 
C. alternifolius (Parapluplant) · 
C. articulatus (Ronde bies) · 
C. eragrostis (Bleek cypergras) · 
C. esculentus (Knolcyperus) · 
C. flavescens (Geel cypergras) · 
C. fuscus (Bruin cypergras) · 
C. giganteus (Parasolgras) · 
C. haspan (Dwergpapyrus) · 
C. longus (Rood cypergras) · 
C. papyrus (Papyrusriet)
...